# Joppa, Illinois
Joppa là một làng thuộc quận Massac, tiểu bang Illinois, Hoa Kỳ. Năm 2010, dân số của làng này là 360 người.

## Dân số
Dân số qua các năm:
- Năm 2000: 409 người.
- Năm 2010: 360 người.